# Irving Bacheller
Irving Bacheller (Pierrepont, 26 settembre 1859 – White Plains, 24 febbraio 1950) è stato un giornalista e scrittore statunitense.

## Biografia
Nato a Pierrepont nello stato di New York, Irving Bacheller si laureò presso la St. Lawrence University nel 1882 dopo di che accettò un impiego presso il Daily Hotel Reporter. Nel 1883 lavorava per il Brooklyn Daily Times. Due anni dopo, mise su un'agenzia che forniva articoli specializzati ai maggiori quotidiani per le loro edizioni domenicali. Fu proprio attraverso l'agenzia di stampa di Bacheller che i lettori americani poterono conoscere autori inglesi come Joseph Conrad, Arthur Conan Doyle e Rudyard Kipling. Bacheller fece conoscere ad una vasta platea di lettori lo scrittore Stephen Crane pubblicandone a puntate il romanzo Il segno rosso del coraggio.
Irving Bacheller iniziò la carriera di scrittore pubblicando nel 1892 "The Master of Silence"  e nel 1894 "Still House of O'Darrow". Nonostante fosse stato nominato direttore del New York World nel 1898, egli scelse di perseguire una carriera di scrittore a tempo pieno e rinunciò alla sua professione di giornalista. Si dedicò alla scrittura di romanzi concernenti gli inizi della vita sociale nella zona settentrionale dello Stato di New York, infatti nel 1900 il suo romanzo "Eben Holden," sottotitolato A Tale of the North Country, ottenne un grande successo. Secondo il New York Times, "Eben Holden"  fu classificato al quarto posto nella lista dei bestseller del 1900. Nel 1901 il libro era ancora al quinto posto della classifica dei più venduti e il successivo romanzo di Bacheller intitolato "D'ri and I" fu decimo nelle vendite annuali. Sedici anni dopo, il libro di Bacheller "The Light in the Clearing" fu al secondo posto fra i più venduti in America e nel 1920, "A Man for the Ages" si classificò quinto.
Pur continuando a scrivere libri, Bacheller fu anche corrispondente di guerra in Francia durante la prima guerra mondiale. Negli anni successivi, fece parte del Consiglio di Amministrazione della St. Lawrence University e del Rollins College a Winter Park, Florida dove si fece costruire una casa cui diede il nome di Gate of the Isles, qui trascorse i periodi invernali dal 1919 al 1940. Le campane della St. Lawrence's Gunninson Memorial Chapel vengono chiamate in suo onore "The Bacheller Memorial Chimes".  Inoltre, il Club onorario del dipartimento di Inglese della St. Lawrence University è a lui dedicato ed una delle mense reca il nome di "Eben Holden", protagonista dell'omonimo romanzo di Bacheller. 
Anche per lo sviluppo del Rollins College, Bacheller svolse un ruolo essenziale quando, nel 1925, venne nominato a presiedere una commissione per la ricerca di un nuovo Direttore generale dell'Istituto.  Infatti, egli si ricordò di Hamilton Holt, direttore di una rivista che egli aveva conosciuto e stimato quan'era a New York, per questo gli scrisse offrendogli l'incarico accompagnato  da queste parole: "È un gioco da ragazzi per un uomo della tua capacità." Holt accettò l'offerta e, con l'aiuto di Bacheller, cambiò le condizioni del Rollins College, da una scuola piccola e con pochi soldi in una scuola con una dotazione di svariati milioni di dollari e una cittadella universitaria bella e fiorente. Nel 1940, con Holt ancora Direttore, il Rollins College annunciò l'istituzione di una cattedra di scrittura creativa intitolata a Irving Bacheller.    
Irving Bacheller morì a White Plains, New York nel 1950. Negli ultimi anni, diverse opere dello scrittore sono state ristampate e nel 1990 è stato pubblicato postumo un manoscritto intitolato Lost in the Fog.